# Airplay
Airplay (o in italiano passaggio radio) è la quantità di volte che una canzone viene trasmessa da una stazione radio. Il termine è usato anche in ambito televisivo, riferito al numero di passaggi di uno stesso video musicale sull'emittente.

## Descrizione
Esistono molti metodi per quantificare il numero di trasmissioni di un singolo brano. Un metodo consiste nel richiedere ad alcune emittenti radiofoniche il palinsesto musicale giornaliero (ovvero la lista dei brani mandati in onda) e conteggiare per ogni brano i singoli passaggi. Un secondo metodo è quello del "monitoraggio" delle stazioni radio selezionate e la rilevazione dell'impronta audio dei singoli brani ma in questo modo solo i brani preventivamente catalogati possono essere rilevati.
La rilevazione di questi dati, oltre a fornire una classifica dei brani più programmati dalle emittenti radiofoniche, permette all'etichetta discografica di valutare il gradimento degli operatori radiofonici e, indirettamente, il gradimento del pubblico radiofonico. Spesso alcune case discografiche comprano direttamente i passaggi radiofonici (naturalmente solo nelle radio che fanno parte del circuito di rilevazione) per garantire ai brani di loro produzione una buona visibilità all'interno della classifica airplay al fine di aumentarne la promozione.
Questo sistema, se all'inizio poteva essere considerato una mera rilevazione del gradimento di un brano musicale attraverso il numero di volte che veniva riprodotto, divenne poi un mercato vero e proprio ("mercato dei passaggi radiofonici"). Non tutte le emittenti radiofoniche possono entrare nel circuito (ciò significa che chi è escluso non percepirà mai compensi per la messa in onda dei brani poiché ininfluente in termini di "classifica" del brano stesso). Non tutti i brani vengono rilevati (se viene utilizzato ad esempio il metodo dell'impronta digitale) e comunque le rilevazioni non vengono mai rese pubbliche se non per le prime posizioni settimanali (solitamente le prime cinque). La restante parte di dati è riservata a clienti paganti che nella maggior parte dei casi sono:
- le case discografiche;
- le emittenti radiofoniche minori;
- le riviste di settore.